# اسنایدر ۱۵۵۱۲
سیارک ۱۵۵۱۲ (به انگلیسی: 15512 Snyder، نامگذاری:1999UK1) پانزده هزار و پانصد و دوازدهمین سیارک کشف شده‌است که در ۱۸ اکتبر ۱۹۹۹ کشف شد.
قدر مطلق سیارک برابر ۴۴.۶ است.